# 1. liga 2024-2025
La 1. liga 2024-2025, conosciuta anche come Chance liga per ragioni di sponsorizzazione, è stata la 32ª edizione della massima serie del campionato ceco, con inizio il 20 luglio 2024 e termine il 30 maggio 2025.
Lo Sparta Praga è la squadra campione in carica, mentre la competizione è stata vinta dallo Slavia Praga, al suo ottavo titolo nazionale.

## Stagione

### Novità
Dalla stagione precedente è retrocesso il Trinity Zlín, ultimo classificato in campionato. Al suo posto dalla 2. liga è stato promosso il Dukla Praga, assente in massima serie dalla stagione 2018-2019.

### Formula
Le 16 squadre partecipanti giocano un girone all'italiana con partite di andata e ritorno, per un totale di 30 giornate che costituiscono la stagione regolare. Al termine di essa, le prime 6 classificate si qualificano per il play-off scudetto, un girone di sola andata per 5 ulteriori giornate; la prima classificata è campione della Repubblica Ceca e si qualifica per la UEFA Champions League 2025-2026, mentre terza e quarta, o la vincitrice della coppa, ottengono la qualificazione alla UEFA Europa League 2025-2026, e la quinta o una squadra proveniente dagli spareggi giocati tra le squadre classificatesi dal settimo al decimo posto nella stagione regolare va in Conference.
Le ultime sei della stagione regolare giocano invece il play-out, un girone di sola andata per sancire una retrocessione diretta e due squadre che giocheranno un play-off promozione/retrocessione contro altrettante squadre di 1.liga per la permanenza in massima serie.

## Squadre partecipanti
| Club               | Città              | Stadio                  | Stagione precedente         |
| ------------------ | ------------------ | ----------------------- | --------------------------- |
| Baník Ostrava      | Ostrava            | Stadio comunale         | 4° in 1.liga                |
| Bohemians 1905     | Praga              | Stadio Ďolíček          | 13° in 1.liga               |
| Dukla Praga        | Praga              | Stadion Juliska         | 1° in 2.liga                |
| Dyn. Č. Budějovice | České Budějovice   | Stadio Střelecký ostrov | 15° in 1.liga               |
| Hradec Králové     | Hradec Králové     | Malšovická aréna        | 9° in 1.liga                |
| Jablonec           | Jablonec nad Nisou | Stadion Střelnice       | 11° in 1.liga               |
| Karviná            | Karviná            | Městský stadion         | 14° in 1.liga               |
| Mladá Boleslav     | Mladá Boleslav     | Lokotrans Aréna         | 5° in 1.liga                |
| Pardubice          | Pardubice          | CFIG Arena              | 12° in 1.liga               |
| Sigma Olomouc      | Olomouc            | Andrův stadion          | 8° in 1.liga                |
| Slavia Praga       | Praga              | Eden Aréna              | 2° in 1.liga                |
| Slovácko           | Uherské Hradiště   | Stadio Miroslav Valenty | 6° in 1.liga                |
| Slovan Liberec     | Liberec            | Stadion u Nisy          | 7° in 1.liga                |
| Sparta Praga       | Praga              | Stadion Letná           | Campione di Repubblica Ceca |
| Teplice            | Teplice            | Na Stínadlech           | 10° in 1.liga               |
| Viktoria Plzeň     | Plzeň              | Doosan Arena            | 3° in 1.liga                |

## Stagione regolare

### Classifica
|  | Pos. | Squadra            | Pt | G  | V  | N  | P  | GF | GS | DR  |
|  | ---- | ------------------ | -- | -- | -- | -- | -- | -- | -- | --- |
|  | 1.   | Slavia Praga       | 78 | 30 | 25 | 3  | 2  | 61 | 11 | +50 |
|  | 2.   | Viktoria Plzeň     | 65 | 30 | 20 | 5  | 5  | 59 | 28 | +31 |
|  | 3.   | Baník Ostrava      | 64 | 30 | 20 | 4  | 6  | 52 | 26 | +26 |
|  | 4.   | Sparta Praga       | 62 | 30 | 19 | 5  | 6  | 56 | 33 | +23 |
|  | 5.   | Jablonec           | 51 | 30 | 15 | 6  | 9  | 47 | 25 | +22 |
|  | 6.   | Sigma Olomouc      | 43 | 30 | 12 | 7  | 11 | 46 | 41 | +5  |
|  | 7.   | Slovan Liberec     | 42 | 30 | 11 | 9  | 10 | 45 | 31 | +14 |
|  | 8.   | Karviná            | 41 | 30 | 11 | 8  | 11 | 40 | 52 | -12 |
|  | 9.   | Hradec Králové     | 40 | 30 | 11 | 7  | 12 | 33 | 31 | +2  |
|  | 10.  | Bohemians 1905     | 34 | 30 | 8  | 10 | 12 | 32 | 42 | -10 |
|  | 11.  | Mladá Boleslav     | 34 | 30 | 9  | 7  | 14 | 40 | 40 | 0   |
|  | 12.  | Teplice            | 34 | 30 | 9  | 7  | 14 | 32 | 42 | -10 |
|  | 13.  | Slovácko           | 30 | 30 | 7  | 9  | 14 | 25 | 51 | -26 |
|  | 14.  | Dukla Praga        | 24 | 30 | 5  | 9  | 16 | 23 | 47 | -24 |
|  | 15.  | Pardubice          | 19 | 30 | 4  | 7  | 19 | 22 | 49 | -27 |
|  | 16.  | Dyn. Č. Budějovice | 5  | 30 | 0  | 5  | 25 | 14 | 78 | -64 |

Legenda:
      Ammesse ai Play-off scudetto.
      Ammesse ai Play-off intermedi.
      Ammesse ai Play-out.
Note:
Tre punti per la vittoria, uno per il pareggio, zero per la sconfitta.

## Play-off scudetto

### Classifica
Le squadre mantengono i punti conquistati nella stagione regolare.
|  | Pos. | Squadra        | Pt | G  | V  | N | P  | GF | GS | DR  |
|  | ---- | -------------- | -- | -- | -- | - | -- | -- | -- | --- |
|  | 1.   | Slavia Praga   | 90 | 35 | 29 | 3 | 3  | 77 | 18 | +59 |
|  | 2.   | Viktoria Plzeň | 74 | 35 | 23 | 5 | 7  | 71 | 36 | +35 |
|  | 3.   | Baník Ostrava  | 71 | 35 | 22 | 5 | 8  | 58 | 34 | +24 |
|  | 4.   | Sparta Praga   | 63 | 35 | 19 | 6 | 10 | 61 | 44 | +17 |
|  | 5.   | Jablonec       | 63 | 35 | 19 | 6 | 10 | 60 | 33 | +27 |
|  | 6.   | Sigma Olomouc  | 45 | 35 | 12 | 9 | 14 | 48 | 53 | -5  |

Legenda:

 Ammessa allo spareggio promozione/retrocessione
      Retrocessa in Druhá liga 2024-2025
Note:

Tre punti a vittoria, uno a pareggio, zero a sconfitta.
Legenda:

      Campione della Repubblica Ceca e ammessa ai preliminari della UEFA Champions League 2025-2026
      Ammessa al secondo turno della fase preliminare della UEFA Champions League 2025-2026
      Ammessa alla UEFA Conference League 2025-2026
Note:

Tre punti per la vittoria, uno per il pareggio, zero per la sconfitta.

## Play-off intermedi

### Semifinali
|                | Risultati |                | Luogo e data                  |
| -------------- | --------- | -------------- | ----------------------------- |
| Hradec Králové | 1 - 0     | Karviná        | Hradec Králové, 3 maggio 2025 |
| Karviná        | 0 - 4     | Hradec Králové | Karviná, 10 maggio 2025       |
|                |           |                |                               |
| Bohemians 1905 | 4 - 1     | Slovan Liberec | Praga, 4 maggio 2025          |
| Slovan Liberec | 1 - 0     | Bohemians 1905 | Liberec, 11 maggio 2025       |
|                |           |                |                               |

### Finale
|                | Risultati |                | Luogo e data                   |
| -------------- | --------- | -------------- | ------------------------------ |
| Hradec Králové | 0 - 1     | Bohemians 1905 | Hradec Králové, 18 maggio 2025 |
| Bohemians 1905 | 0 - 2     | Hradec Králové | Praga, 25 maggio 2025          |
|                |           |                |                                |

## Play-out
Le squadre mantengono i punti conquistati nella stagione regolare.
|  | Pos. | Squadra            | Pt | G  | V  | N  | P  | GF | GS | DR  |
|  | ---- | ------------------ | -- | -- | -- | -- | -- | -- | -- | --- |
|  | 11.  | Teplice            | 44 | 35 | 12 | 8  | 15 | 41 | 45 | -4  |
|  | 12.  | Mladá Boleslav     | 41 | 35 | 11 | 8  | 16 | 48 | 48 | 0   |
|  | 13.  | Slovácko           | 38 | 35 | 9  | 11 | 15 | 31 | 56 | -25 |
|  | 14.  | Dukla Praga        | 34 | 35 | 8  | 10 | 17 | 34 | 55 | -21 |
|  | 15.  | Pardubice          | 25 | 35 | 6  | 7  | 22 | 25 | 56 | -31 |
|  | 16.  | Dyn. Č. Budějovice | 6  | 35 | 0  | 6  | 29 | 16 | 86 | -70 |

Legenda:

 Ammessa allo spareggio promozione/retrocessione
      Retrocessa in Druhá liga 2025-2026
Note:

Tre punti a vittoria, uno a pareggio, zero a sconfitta.

## Spareggi promozione/retrocessione
| Squadra 1                      | Totale          | Squadra 2   | Andata | Ritorno |
| ------------------------------ | --------------- | ----------- | ------ | ------- |
| 28 maggio 2025 / 1 giugno 2025 |                 |             |        |         |
| Vyškov                         | 1 - 1 (2-4 dtr) | Dukla Praga | 0 - 0  | 1 - 1   |
| Pardubice                      | 2 - 1           | Chrudim     | 2 - 0  | 0 - 1   |